# Musgueira
A Musgueira é um bairro da cidade de Lisboa, em Portugal. Atualmente compõe-se de quarteirões com edifícios de apartamentos de vários pisos e de algumas áreas expectantes em terrenos da Quinta da Musgueira, cuja origem remonta ao século XVIII.
 

A Musgueira acolheu dois bairros provisórios (Musgueira Norte e Musgueira Sul), construídos por iniciativa municipal em meados da década de 60 com o objetivo de absorver parte da população desalojada coercivamente do vale de Alcântara, em resultado da construção da Ponte Sobre o Tejo. Estes bairros foram demolidos entre 1993 e 2003 e a população foi realojada pela Alta de Lisboa.